# غرمة (خور وبيابانك)
غرمة هي قرية في مقاطعة خور وبيابانك، إيران. عدد سكان هذه القرية هو 244 في سنة 2006.